# Venusgrotte

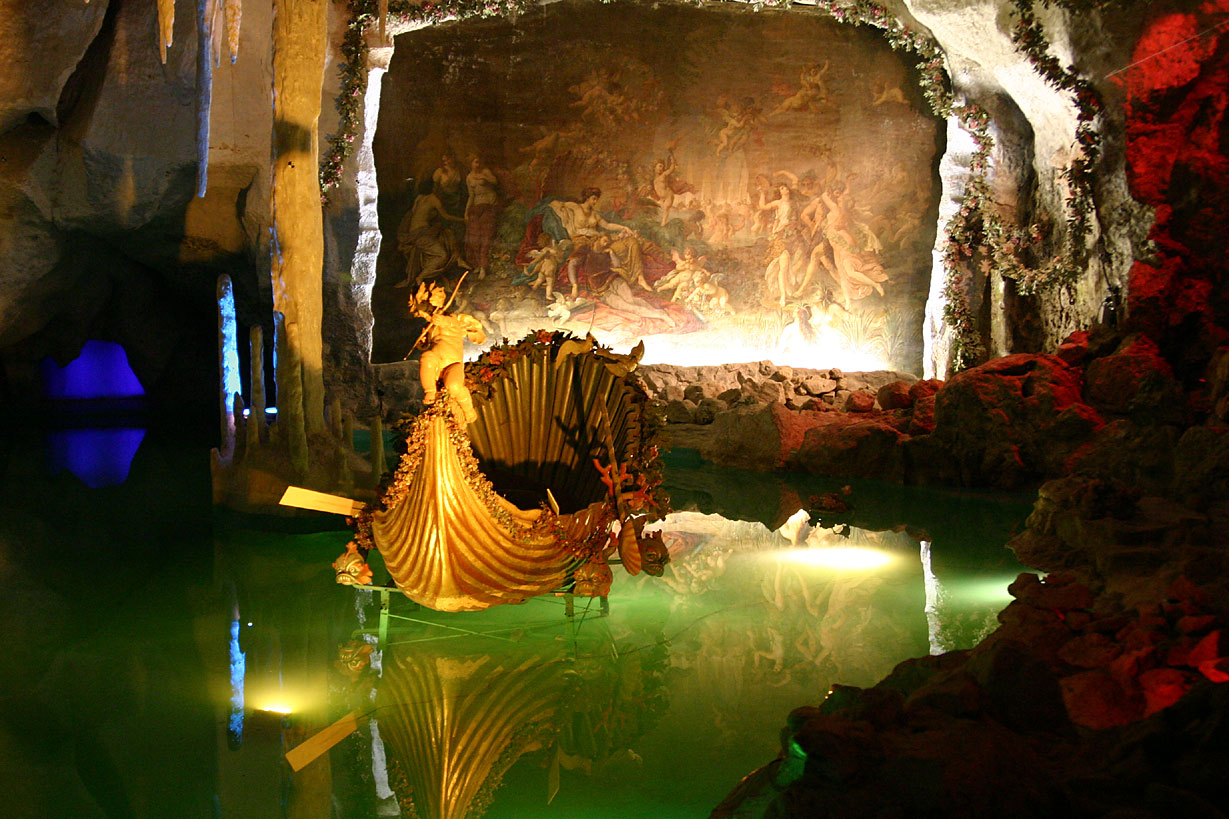
Blick ins Innere der Venusgrotte, Bild aus dem Jahr 2005

Die Venusgrotte wurde auf Erlass des Königs Ludwig II. von Bayern vom 15. Dezember 1875 im Park von Schloss Linderhof unter Leitung des Bühnenbildners August Dirigl errichtet und im Jahr 1877 fertiggestellt.

## Architektur und Ausgestaltung
Die Grotte baute man als Eisenkonstruktion, deren Zwischenwände mit imprägnierter Leinwand bespannt wurden, welche wiederum mit einem Zementgemisch bespritzt wurde, aus dem auch die künstlich geschaffenen Tropfsteine bestehen.
Die Grotte ist unterteilt in zwei Nebengrotten und eine Hauptgrotte, welche, je nach Beleuchtung, der Blauen Grotte auf Capri oder der Venusgrotte im Hörselberg aus der Wagneroper Tannhäuser nachempfunden wurde. Dem Thema entsprechend stellt das Gemälde „Tannhäuser bei Frau Venus“ von August von Heckel, welches sich im Hintergrund der Hauptgrotte befindet, den 1. Akt des „Tannhäuser“ dar.
Der König ließ die Grotte zusätzlich mit Landschaftsgemälden und Szenen aus der Wagneroper Tannhäuser ausmalen, welche zum Schutz vor Nässe mit Wachs beschichtet wurden. Ein Wasserfall und ein muschelförmiger Kahn wurden speziell für die Verwendung in der Grotte angefertigt.
Sieben Öfen waren zur Beheizung der Grotte nötig. Sie wurde auch im Sommer einige Tage im Voraus beheizt, da sie kühl und feucht ist. Ein Regenbogen-Projektions-Apparat und eine Wellenmaschine sollten die Illusion perfekt machen, wenn der König sich auf dem künstlichen See herumrudern ließ.

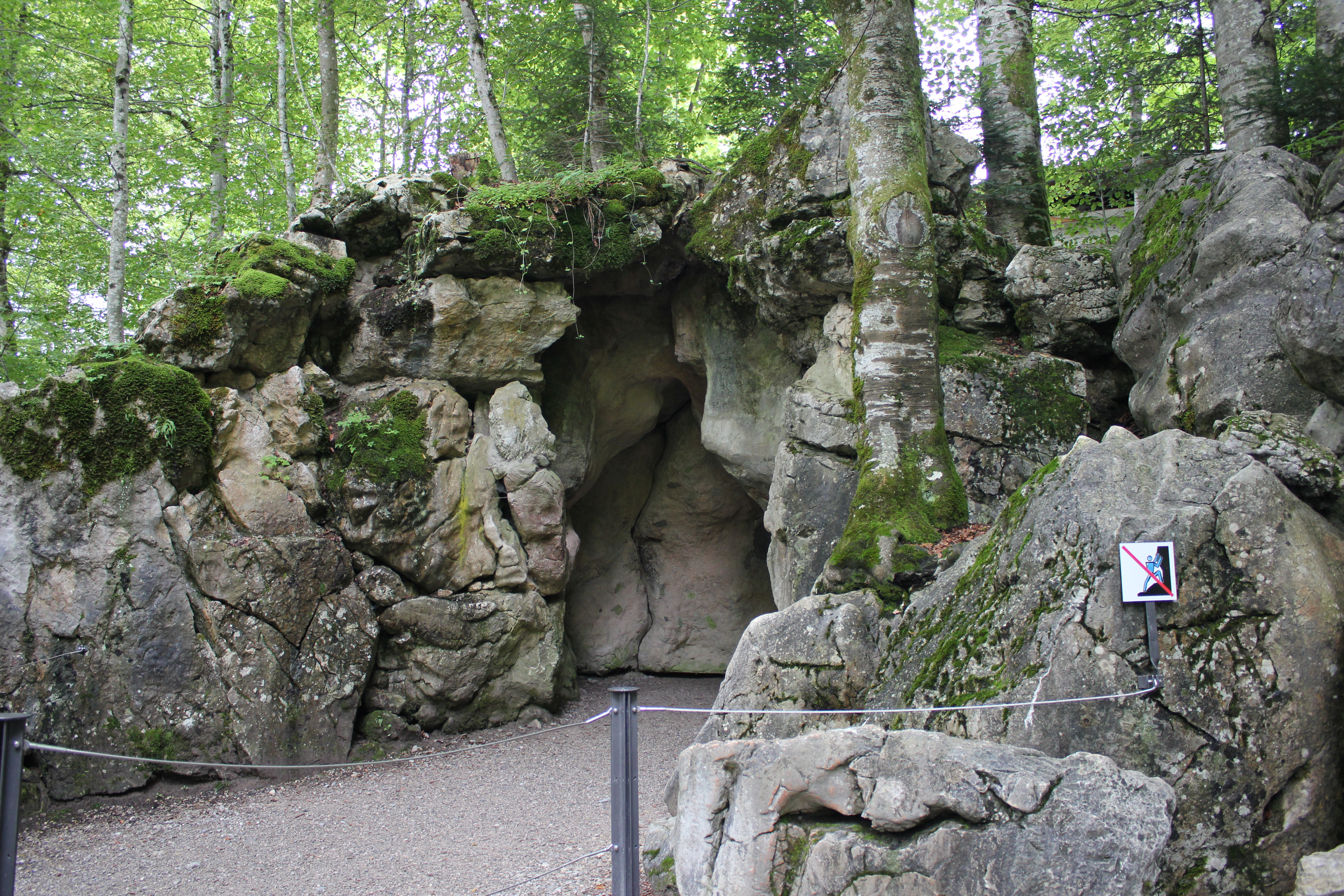
Eingang zur Grotte 2014

Als technische Besonderheit galt die damals eingebaute elektrische Beleuchtungsanlage, die 1878 in Betrieb genommen wurde. Ihre 24 Dynamomaschinen des Herstellers Sigmund Schuckert gelten als erstes bayerisches Elektrizitätswerk sowie als erstes fest installiertes Kraftwerk der Welt. Eine in einem eigens dafür gebauten, 100 m entfernten Maschinenhaus untergebrachte Dampfmaschine trieb diese Dynamos an, mit denen Kohlebogenlampen in der Grotte betrieben wurden.
In künstlichen Höhlen in den „Felswänden“ befinden sich zwei Sitzplätze, von denen aus der König musikalische Darbietungen verfolgen konnte: der vergoldete „Muschelthron“ und ein „Kristallthron“ auf dem „Loreleyfelsen“, von dem aus man in einen Spiegel blicken kann, in dem sich die Traumwelt unendlich fortsetzt. Je nach Beleuchtung konnte der König so in die jeweiligen Szenen der Oper eintauchen. Die den „Kristallthron“ umgebenden Kristallprismen aus Glas wurden seit ihrer Herstellung im Jahr 1877 von unten mit elektrischen Glühbirnen beleuchtet, sodass sie Regenbogenfarben an die Wände reflektierten. Die Halterung für die in Reihe geschalteten Batterien ist bis heute erhalten. Dies ist umso bemerkenswerter, da das Patent für Glühbirnen erst Jahre später, im Jahr 1880, erteilt wurde. Beide Logensitze waren − bis auf geringe Reste − zerfallen und wurden bei der Renovierung 2025 rekonstruiert.
Schwierigkeiten ergaben sich bei dem Versuch, das Blau der Grotte von Capri nachzuempfinden, es gelang lange Zeit nicht, die Vorstellungen des Königs zu erfüllen. Sein Wunsch nach einem blaueren Blau war damals ein Ansporn für die noch junge Farbenindustrie und bescherte der Badischen Anilin- und Sodafabrik (BASF) in Ludwigshafen am Rhein vier Jahre nach Ludwigs Tod ein Patent des Kaiserlichen Patentamtes zur Herstellung künstlichen Indigos.
Das Kraftwerk, die Kohlebogenlampen mit Batterien, die Projektionsgeräte, die Wellenmaschine und das künstliche Blau stellten technische Innovationen von beispielloser Neuartigkeit dar; kein Opernhaus der damaligen Zeit konnte mit etwas Vergleichbarem aufwarten. Tatsächlich führten die Anforderungen und Aufträge des Königs für die Ausstattung seiner Grotte zu bemerkenswerten technologischen Fortschritten. Ihn selbst als Impulsgeber interessierten die verwendeten Technologien nicht; er wollte bestimmte, präzise Effekte erzielt haben – und es war die Aufgabe der Ingenieure, diese für ihn zu erfinden.
Die Installationen der Venusgrotte hatten ihre Vorläufer in Ludwigs Schlafzimmer auf Schloss Hohenschwangau, in das er 1864 eine künstliche Felsengruppe einbauen ließ, über die ein Wasserfall floss, sowie eine Apparatur zur Erzeugung eines künstlichen Regenbogens und eines Nachthimmels mit Mond und Sternen, der von einem komplizierten Spiegelsystem vom Obergeschoss aus beleuchtet wurde. Die Schaffung perfekter Illusionen durch den Einsatz modernster Technologien lässt den „Märchenkönig“ tatsächlich den Errungenschaften der Industriellen Revolution gegenüber aufgeschlossener erscheinen als sein rückwärtsgewandtes Image es nahelegen würde.
Bereits einen Monat nach Ludwigs Tod wurde die Grotte für Besucher geöffnet.

## Die Venusgrotte heute

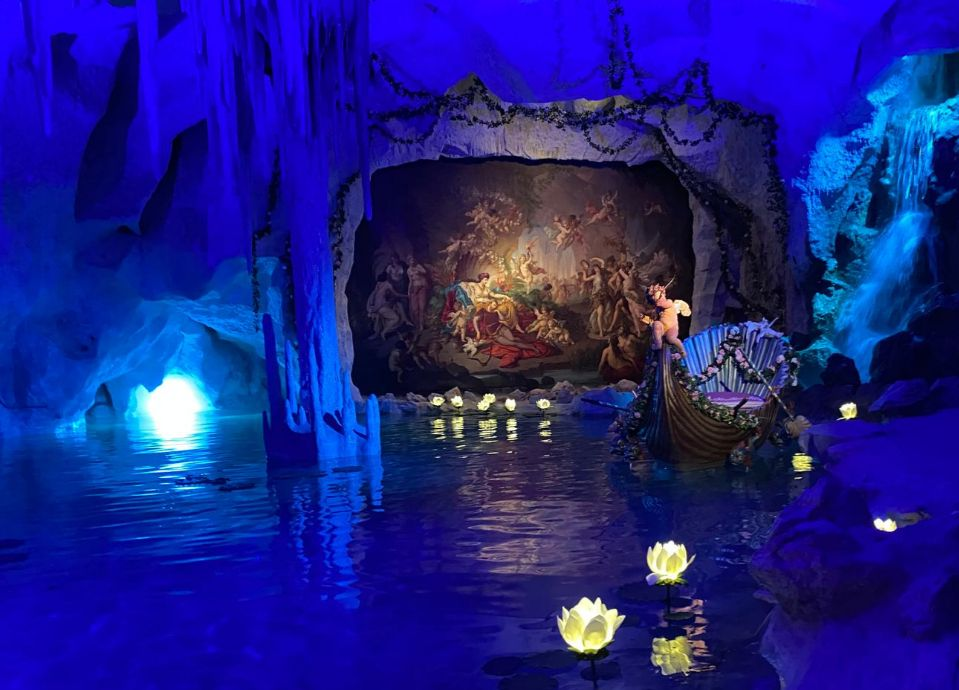
Venusgrotte von Schloss Linderhof (Stand Juni 2025)

Durch eindringendes Wasser war die Kulisse stark beschädigt worden, Netze und Gerüste sollten seit den 1960er Jahren vor der Gefahr herabfallender Zementstücke schützen. 1997 waren noch zusätzliche Schutzgerüste im Ein- und Ausgang verbaut worden. Inzwischen sind die umfangreichen Instandsetzungsarbeiten abgeschlossen, die 2015 begannen und seit 2007 geplant waren. Daher war der Innenraum für Besucher bis zum 10. April 2025 nicht zugänglich. Während der Baustellenarbeiten musste auch der Naturschutz berücksichtigt werden, da sich der Bau im Naturschutzgebiet Ammergebirge befindet. In der Venusgrotte selbst leben Fledermäuse (z. B. die Kleine Hufeisennase).
Die Grotte wurde in ihrem ursprünglichen Eindruck von rund 750 Beteiligten wiederhergestellt, die historische Dekoration der künstlichen Rosensträucher teils ergänzt und die Blumengirlanden neu, aber nach historischem Vorbild angefertigt und aufgehängt. Eine in großen Teilen unterirdische neue Sperrmauer soll künftiges Wassereindringen von außen verhindern. Die Dachkonstruktion, die auf einer damals hochmodernen Gusseisensäule bzw. -konstruktion ruht, wurde neu aufgebaut. Eine neue Belüftungsanlage soll nun zu hohe Luftfeuchtigkeit durch Besucher verringern. Ein Teil der Inneneinrichtung musste ergänzt werden. Die historische originale Wellenmaschine konnte wieder aktiviert und die bis dahin fast vollständig korrodierten Muschel- und Bergkristallthrone in ihrem ursprünglichen Antlitz restauriert werden, ebenso der fast vier Meter hohe Korallenbaum mit Kerzen.
Auch rund 14.000 künstliche Blüten, 272 Lampen, mehr als 30.000 kleine und große Stalaktiten und 465 Stalagmiten wurden restauriert. Das ursprüngliche historische Beleuchtungskonzept wurde wieder in Funktion gebracht. In den gesamten Akt der Restaurierung flossen rund 500.000 Arbeitsstunden und 58,9 Millionen Euro als Investition des Freistaates Bayern. Markus Söder und Minister Albert Füracker eröffneten die – rollstuhlgerechte und für Schwerhörende mit Musikschleife eingerichtete – Venusgrotte am 30. April 2025 mit offiziellem Festakt.